# Detektory promieniowania elektromagnetycznego

Promieniowanie elektromagnetyczne

Detektory promieniowania elektromagnetycznego – detektory (wykrywacze, odbieralniki) kwantów promieniowania elektromagnetycznego o różnych długościach fali (światło widzialne, podczerwone, promieniowanie ultrafioletowe, rentgenowskie, radiowe), w których energia odebranego kwantu zmienia się w inną postać energii (np. ciepło, energia elektryczna).
Odbieranie promieniowania elektromagnetycznego przez zwierzęta i rośliny jest jednym z mechanizmów gromadzenia ważnych informacji o środowisku ich życia, bodźców wpływających m.in. na ich zachowania. W urządzeniach elektronicznych odbierane sygnały mogą być wykorzystywane w czasie zdalnego sterowania urządzeniami, a ich charakterystyka (liczba kwantów i ich wielkość) jest podstawą pomiarów (spektroskopia). Jako detektory stosowane są m.in. fototranzystory, bolometry, fotodiody  półprzewodnikowe, detektory fotoemisyjne.

## Biologiczne detektory promieniowania elektromagnetycznego
Z szerokiego zakresu długości fal promieniowania elektromagnetycznego dla organizmów zamieszkujących Ziemię – w całym okresie ewolucji – szczególne znaczenie mają fale określane współcześnie jako światło widzialne i podczerwień. Jest to promieniowanie, którego oddziaływanie z cząsteczkami budulcowymi pierwotnych organizmów nie prowadzi do nieodwracalnego zniszczenia ich komórek, a powoduje zmiany odwracalne, np. izomeryzację makrocząsteczek. Promieniowanie nazywane „światłem widzialnym” zostało wyodrębnione z pełnego zakresu widma w oparciu o zakres czułości biologicznych detektorów ludzkiego zmysłu wzroku. Fotoreceptory siatkówki oka człowieka (czopki i pręciki) odbierają kwanty światła odpowiadające długościom fali z zakresu ok. 380–780 nm. Proces absorpcji wiąże się z reakcjami izomeryzacji retinalu, połączonego z transbłonowym białkiem (zob. opsyny, rodopsyna), siedmiokrotnie przenikającym błonę komórek receptorowych, np. fotoreceptorów narządu wzroku. Analizator wzrokowy człowieka pozwala sygnały o stopniu pobudzenia trzech rodzajów czopków interpretować jako wielobarwne wrażenia optyczne (zob. barwa, synteza addytywna, synteza subtraktywna, trójkąt Maxwella).
W przypadku roślin i grzybów reakcje na światło wyrażają się jako fototaksje.
Organizmy fotosyntetyzujące charakteryzują taksje dodatnie, których przykładem jest zwracanie się w stronę słońca koszyczka słonecznika (łac. Helianthus annuus L.) lub ruch glonów

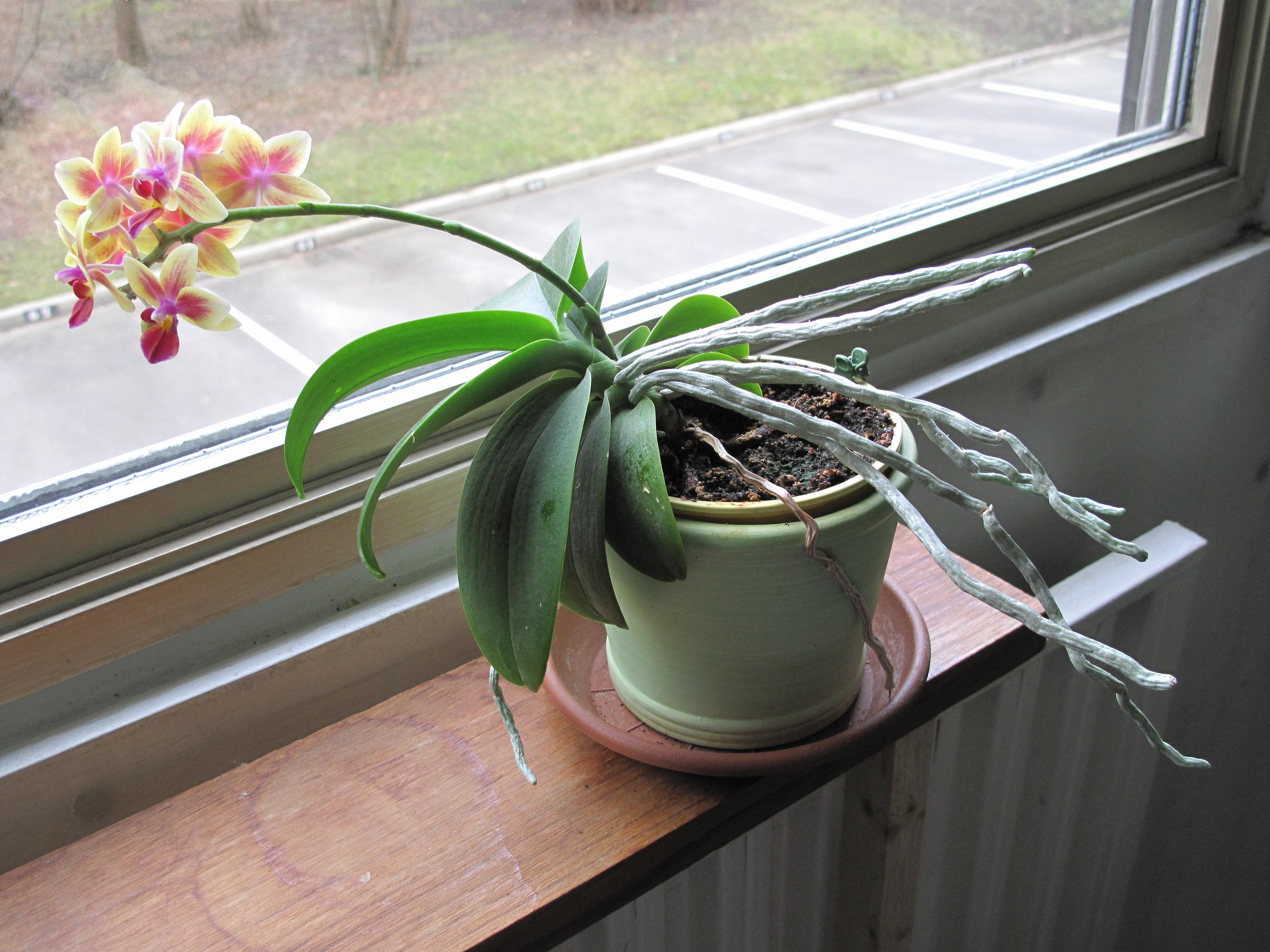
Efekt tropizmu orchidei Falenopsis

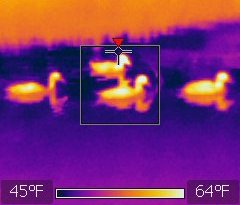
Cztery kaczki na wodzie
(zdjęcie w podczerwieni)

(np. zielenice, krasnorosty) w kierunku źródła światła (zob. też fototropizm, plagiofototropizm, fototropiny).
Działanie „zmysłu temperatury”, pozwalającego na odbiór kwantów mniejszych od kwantów światła widzialnego (dłuższe fale promieniowania podczerwonego), nie jest dotychczas wyjaśnione.
Przypuszcza się, że w odbieraniu bodźców „cieplnych” przez człowieka biorą udział ciałka Ruffiniego i ciałka Krausego. Ciałka te należą do grupy receptorów skórnych – eksteroreceptorów odpowiedzialnych za działanie zmysłu dotyku. Kolby Krausego reagują wysłaniem impulsu nerwowego na ochładzanie skóry, a ciałka Ruffiniego (położone głębiej – w skórze i tkance podskórnej) na wzrost jej temperatury.
Progiem reakcji „receptorów zimna” jest spadek temperatury skóry z prędkością ok. 0,004 °C/s, dla „receptorów ciepła” – wzrost z prędkością ok. 0,001 °C/s (próg reakcji na zmianę jest zależny od wartości temperatury). Przypuszcza się, że reakcje ciałek zimna i ciepła są tylko jednym z etapów złożonego procesu odbierania informacji o promieniowaniu cieplnym, który rozpoczyna się od ogrzania lub ochłodzenia całej powierzchni skóry.
Niektóre organizmy dysponują inaczej działającymi, doskonalszymi receptorami podczerwieni. Prowadzone są np. badania termowizyjnego narządu zmysłu grzechotników i niektórych innych węży (np. grzechotnik teksaski, mokasyn miedziogłowiec), które są zdolne do przeprowadzania w ciemności celnego ataku, skierowanego na najcieplejsze miejsca skóry ofiary (zwykle głowa). Zdolność rejestracji promieniowania cieplnego mają również np.  pijawki, pluskwy i inne owady krwiopijne (hematofagi), żywiące się krwią zwierząt stałocieplnych.

## Techniki fotograficzne
Popularną metodą detekcji i rejestracji promieniowania elektromagnetycznego jest stosowanie materiałów światłoczułych stosowanych w fotografii (zob. np. klisza, błona fotograficzna, papier fotograficzny, taśma filmowa). Technika jest najbardziej znana jako metoda zapisu promieniowania widzialnego (fotografia tradycyjna), ale jest stosowana również rentgenografii medycznej i strukturalnej oraz w spektrometrii beta.
Klasycznym materiałem światłoczułym jest emulsja halogenków srebra np. AgCl lub AgBr w żelatynie. Rolę detektorów (wykrywaczy) kwantów promieniowania odgrywają drobne kryształki tych soli, w których pod absorpcja promieniowania powoduje powstanie defektów sieci – powstaje niewidoczny obraz utajony. Zdefektowane fragmenty sieci, np. zgodnie z reakcją:
AgBr + hν (światło) → Ag+ + Br-
stają się centrami krystalizacji srebra w procesie wywoływania obrazu. Tak zdefektowane ziarna emulsji są podatne na redukcję w kąpieli fotograficznej pod wpływem wywoływacza – rozcieńczonego wodnego roztworu słabego środka redukującego (np. hydrochinon, fenidon) – powstają ziarna srebra tworzące obraz jawny (negatyw).
2 AgBr + C6H4(OH)2 → 2 Ag + C6H4O2 + 2 HBr
Cząstki halogenku, które nie zaabsorbowały kwantu promieniowania i – w związku z tym – nie uległy redukcji w czasie wywoływania, muszą być usunięte z emulsji (błona przestaje być światłoczuła dopiero w czasie utrwalanie obrazu). Fotografie barwne były początkowo otrzymywane metodą kilkukrotnego fotografowania obiektu z użyciem filtrów o różnych barwach. Analogiczny efekt uzyskuje się stosując wielowarstwową błonę fotograficzną – na podłożu (z warstwą przeciwodblaskową) znajdują trzy warstwy światłoczułe, rozdzielone odpowiednimi filtrami. Stopień zaciemnienia poszczególnych warstw, uzyskiwany po wywołaniu, odpowiada udziałom wyodrębnionych filtrami zakresów długości fali (barw) w wiązce promieniowania odbieranego z poszczególnych fragmentów fotografowanego obiektu.

## Elektroniczne detektory promieniowania X, UV, VIS, IR
Konstrukcja urządzeń elektronicznych, stosowanych do detekcji promieniowania, zależy przede wszystkim od rodzaju tego promieniowania (długości fali i związanej z nią wielkości kwantów) oraz od celu detekcji (np. przedmioty użytkowe, instrumenty badawcze, elementy zdalnego sterowania pracą urządzeń). Wyróżnia się detektory promieniowania:
- podczerwonego (IR od ang. infrared), stosowane np. w spektrofotometrach IR, termowizorach, czujnikach ruchu lub dymu (zob. system p-poż.),
- widzialnego (VIS od ang. visible) lub światła widzialnego i ultrafioletu (UV-VIS; UV – od ang. ultraviolet), stosowane np. w spektrofotometrach UV-VIS (zob. spektroskopia UV-VIS) lub czujnikach oświetlenia, umożliwiających automatyczne włączanie o zmroku lamp ulicznych,
- rentgenowskiego, stosowane np. w astronomii rentgenowskiej lub rentgenografii strukturalnej,
- gamma.

Na podstawie rodzaju przemian, jakie absorpcja kwantu wywołuje w materiale detektora, wyróżnia się:
detektory termiczne
– wykorzystanie zmiany temperatury spowodowanej absorpcją promieniowania; pomiary:
- różnicy potencjałów (napięcie), powstającej  np. w termoparach,
- zmian oporności, np. w bolometrach,
- polaryzacji elektrycznej, np. w pirometrach optycznych.

detektory fotonowe
– wykorzystanie zewnętrznego lub wewnętrznego efektu fotoelektrycznego (pomiary powstających napięć, natężenia przepływającego prądu, zmian oporności).
W spektrofotometrach UV-VIS detektorami mogą być np. fotoogniwa (ogniwa z warstwą zaporową) lub fotokomórki.
- W fotoogniwach stosowane są różne rodzaje półprzewodników (np. tlenki selenu lub miedzi). Światło, padające na złącze p-n, powoduje powstawanie par defektów elektron-dziura. Elektrony przemieszczają się do obszaru n, dziury do obszaru p, co powoduje powstanie napięcia elektrycznego o wielkości zależnej od natężenia światła, które można zmierzyć. Czułość takiego detektora promieniowania widzialnego jest zależna od wielkości absorbowanych kwantów (długości fali)[17].

- Fotokomórki – stosowane w zakresie VIS i UV – składają się z dwóch elektrod, połączonych z zewnętrznym źródłem napięcia. Są zatopione w szklanej lub kwarcowej bańce, wewnątrz której wytwarzana jest próżnia (lub znajduje się gaz obojętny o zmniejszonym ciśnieniu). Pod wpływem światła padającego na katodę, pokrytą warstwą odpowiednio dobranego metalu, następuje emisja elektronów, które przepływają do anody. Zakres odbieranych długości fal zależy od rodzaju metalu na katodzie (np. Ag, Bi, Cs – 200–750 nm). Sygnałem mierzonym jest natężenie prądu płynącego w obwodzie elektrycznym. Wielkość sygnału może być wielokrotnie zwiększana w fotopowielaczach[17].

W spektroskopii IR, bardzo ważnej z punktu widzenia zastosowań do identyfikacji związków chemicznych i badań struktur cząsteczek (zob. widmo oscylacyjno-rotacyjne, chemiczna analiza jakościowa związków organicznych), klasycznymi detektorami są termoogniwa (napięcie jako sygnał mierzony) i bolometry (mierzona zmiana oporności, zob. też fotorezystor).
W analizie wykonywanej z użyciem promieniowania jądrowego (alfa, beta, gamma) stosuje się detektory gazowe, scyntylacyjne lub półprzewodnikowe (sporadycznie również błony fotograficzne). W czasie detekcji następuje jonizacja cząsteczek materiału detektora. W detektorach promieniowania korpuskularnego proces jonizacji zachodzi wskutek zderzeń z tymi korpuskułami, a w przypadku elektromagnetycznego promieniowania X i gamma – w wyniku zderzeń z wtórnymi elektronami. Ładunki wytworzone w czasie jonizacji są gromadzone na elektrodach detektorów gazowych lub półprzewodnikowych, a w detektorach scyntylacyjnych wywołują emisję kwantów światła (mogą również wywoływać reakcje chemiczne w światłoczułych emulsjach fotograficznych).

## Pojęcie detektora w telekomunikacji

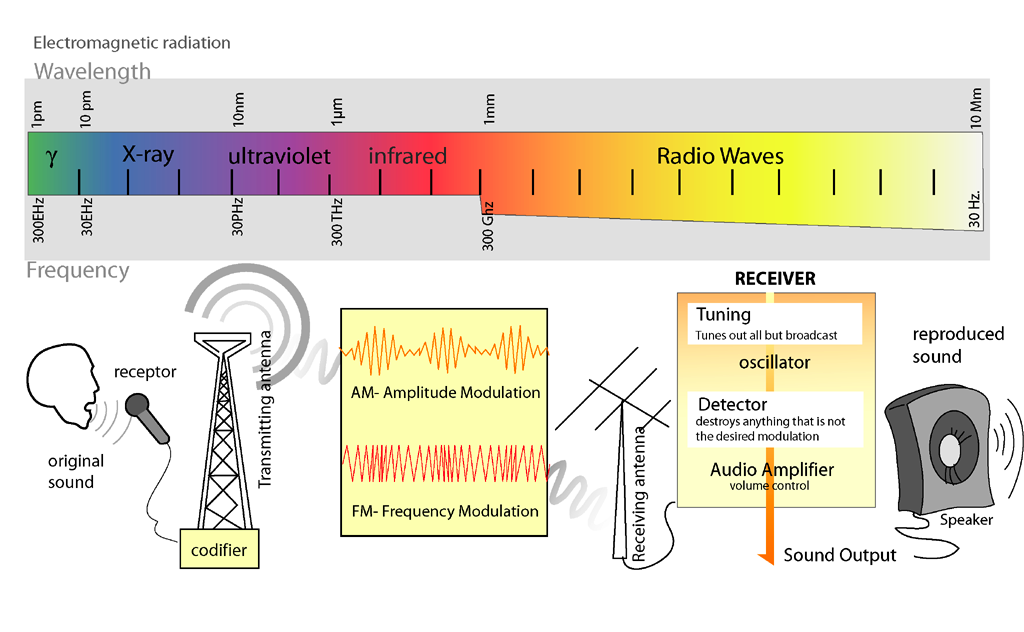
Modulacja i demodulacja (detekcja) w telekomunikacji

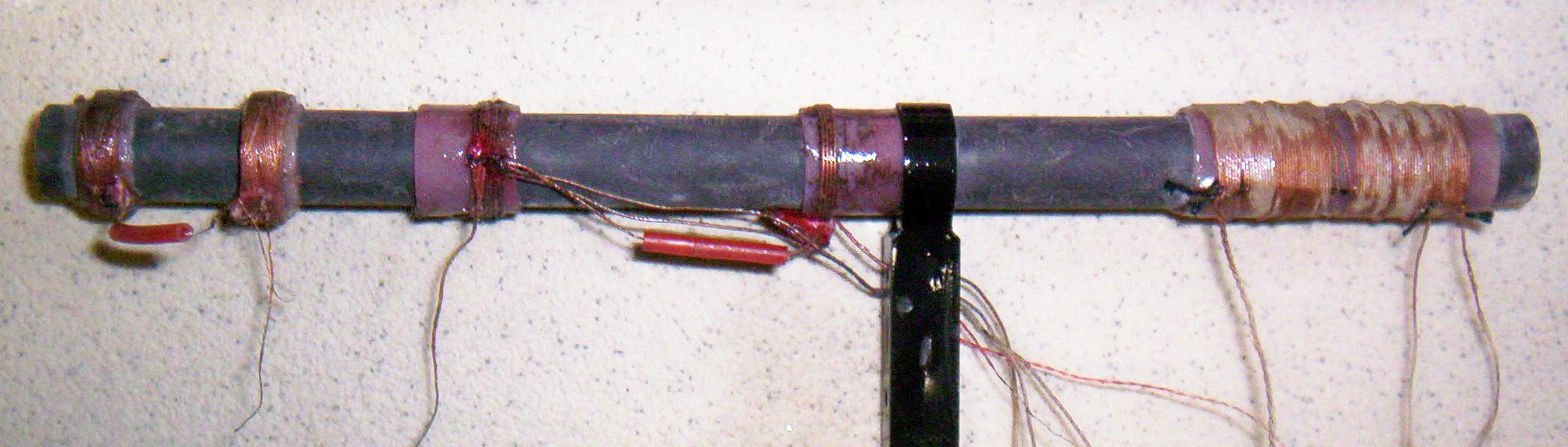
Radiowa antena ferrytowa

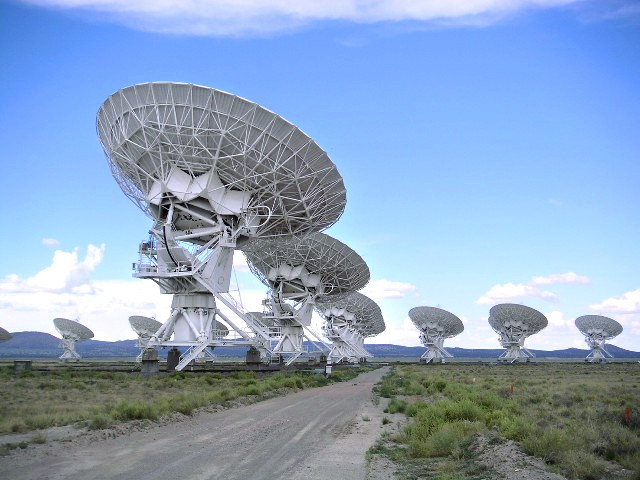
Very Large Array (Nowy Meksyk)

Za początek rozwoju telekomunikacji i radiotechniki uważa się badania Michaela Faradaya i Jamesa Maxwella, dzięki którym potwierdzono elektromagnetyczną naturę promieniowania świetlnego i wskazano możliwość stosowania praw z dziedziny optyki do przewidywania zjawisk z dziedziny elektrotechniki. Kolejny kamień milowy na drodze historii radiotechniki położył m.in. Heinrich Hertz, który w latach 1887–1888 wytworzył drgania elektryczne będące źródłem promieniowania elektromagnetycznego o długości fali ok. 1 m, ulegającego np. załamaniu i odbiciu zgodnie z prawami optyki, jednak nie dostrzegał możliwości ich zastosowania w praktyce. Już po ok. 10 latach możliwości takie potwierdzono tworząc pierwsze radiotelegraficzne połączenia dalekiego zasięgu (m.in. Édouard Branly, Nikola Tesla, Guglielmo Marconi, Aleksandr Popow).
Problemy współczesnej radiofonii są rozpatrywane w grupach:
- urządzenia nadawcze – wytwarzanie i emisja strumienia fal wysokiej częstotliwości, modulowanych drganiami niskiej częstotliwości, uzyskanymi po przekształceniu dźwięków (fal akustycznych) w falę elektromagnetyczną o częstości akustycznej,
- przesyłanie fal z nadajnika do odbiornika,
- układy odbiorcze (odwrócenie procesów nadawania, w analogicznych urządzeniach).

W antenie układu odbiorczego pod wpływem odbieranych fal elektromagnetycznych powstaje siła elektromotoryczna (napięcie), którego zmiany muszą być poddane analizie w celu wyodrębnienia właściwego sygnału (np. o nadawanych dźwiękach). W tym przypadku detekcją nie jest nazywany proces wykrywania i odbioru wszystkich kwantów energii, wychwytywanych przez antenę, lecz rozpoznawanie i wyodrębnianie tej ich części, która niesie informacje.
Detektorem nazywa się demodulator – część układu odbiorczego, w której ze zmodulowanego sygnału o dużej częstotliwości wydziela się sygnał akustyczny – falę użytą do modulowania fali nośnej. Ta część odebranego promieniowania jest przetwarzana na fale akustyczne w przetwornikach elektroakustycznych (np. głośnik, słuchawki).